# Иво Матановић
Иво Матановић (Шимићи, 1930) је хрватски фашистички присталица и активиста усташког покрета.
Према писању објављеном 16.3.2010. на презентацији Епархије Горњокарловачке Српске православне цркве, Хрват римокатолик Иво Матановић је син усташког официра из Другог свјетског рата.
Иво Матановић који је по рођењу и опредјељењу вјерник римокатоличке цркве, бивши је припадник 'Усташке младежи' који је преживео 'Блајбург' за разлику од свог оца Усташког официра у Јасеновцу. Пред сам крај Другог Светског Рата је на служби у Јасеновцу као стражар. Јавности је познат као главни заговорник обнове Павелићеве такозване "Хрватске православне цркве".
Матановић је оснивач такозване "Хрватске православне заједнице" и истоименог портала, чија је намјера да оснује "Хрватску православну цркву". Матановић је уједно и присталица величања лика и дјела Адолфа Хитлера и Анте Павелића, НДХ, те жесток критичар антифашистичког покрета.
Иво Матановић је председник контроверзне организације која носи назив "Здруга удруга хрватских политичких узника Домовине и исељеништва" као и "Хрватско обредно друштво бојовника Другог свјетског рата и Домовинског рата Задарске жупаније (ХОДБ)".
Иво Матановић по националности је Хрват римокатоличке вјере који живи у Задру.

## Ставови

### Изјаве
Када је у Задру 5. децембра 2009. године забрањена римокатоличка миса у почаст "децембарским жртвама из 1918.", коју је најавио Иво Матановић у име "Хрватског обредног друштва бојовника Другог свјетског рата и Домовинског рата Задарске жупаније (ХОДБ)", у интервјуу за Регионал на питање како гледа на прогоне Срба, Јевреја и Рома током НДХ, Иво Матановићу је изјавио сљедеће:
Кад Цигани нису прогањани! И сад су прогањани јер неће радити и краду! Читав народ скупа с Муслиманима је једва дочекао Хитлера. За нас је он био спаситељ јер смо се ријешили горег зла. Нама су говорили да ћемо бити независни кад заврши рат. Догодило се да је наш месија изгубио рат. Нама се тада догодила још жешћа окупација.— Иво Матановић
Приликом Матановићевог оснивања организације која носи назив "Хрватско обредно друштво бојовника Другог свјетског рата и Домовинског рата Задарске жупаније (ХОДБ)", Иво Матановић изјављује сљедеће:
Објединит ћемо све хрватске усташе, бојовнике и домобране. Одавде смо потакнули оснивање подружница у бројним хрватским градовима— Иво Матановић

### Декларисани усташа
Поводом чланка објављеног у Регионалу 26.11.2008, у коме се спомиње Иво Матановић, у одговору упућеном уреднику Регионала који је јавно објављен 27.11.2008, Матановић изјављује сљедеће:
Моје хрватско подријетло и припадност усташком покрету, хрватском национализму и хрватском радикализму познато је јавности, јер сам их већ у неколико наврата опетовао у јавним гласилима, с нагласком да се не стидим своје прошлости. Напротив поносан сам на своју прошлост а и на моју волонтерску дјелатност, којом се тренутно бавим.— Иво Матановић 27.11.2008.

### Расне нацистичке теорије
У интервјуу који је дао за политички магазин Печат Радио Телевизије Републике Српске поводом Матановићеве иницијативе у вези са обновом Павелићеве „Хрватске православне цркве“, а који је јавно приказан 18.3.2010. на РТРС, Матановић износи нацистичке теорије Анте Старчевића на којима је био заснован клеро-фашистички хрватски усташки покрет Анте Павелића. У овој емисији Матановић тврди да Срби као народ не постоје, него да се ради о Власима.

## Прекршајна пријава
Поводом 67. годишњице проглашења НДХ у Задру 10.4.2008, председник „друштва усташких бојовника“ Иво Матановић је добио „прекршајну пријаву због лијепљења увредљивих плаката“ на којима је писало "Честитамо 10. травањ 67.-у обљетницу успоставе Независне Државе Хрватске".
Матановић је уједно и главни организатор усташких поворки које на дан проглашења НДХ у Задру, сваке године марширају кроз центар града обучени у усташке униформе.